# Touya
Pour les articles homonymes, voir Touya (homonymie).
Touya est une femme noble de la XVIIIe dynastie égyptienne, épouse de Youya, mère de la grande épouse royale Tiyi, l‘épouse d'Amenhotep III, et d'Âanen, second prophète d'Amon et « Grand des Voyants » du temple de Rê à Karnak.

## Généalogie
Elle porte les titres de « grande des recluses d'Amon », de « grande des recluses de Min », et de supérieure du harem de ce dieu.

## Tombe

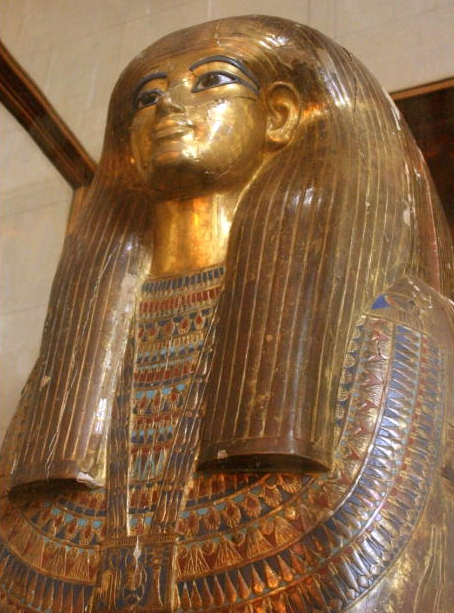
Troisième sarcophage de Touya

Elle est enterrée avec son mari dans la tombe KV46, qui fut découverte en 1905 par l'égyptologue anglais James E. Quibell. Sa momie, qui se trouve aujourd'hui au Musée égyptien du Caire, est dans un état de conservation exceptionnel. Le mobilier funéraire de la tombe, préservé dans sa presque intégralité, est d'une grande richesse : meubles, céramiques, statuettes, vases canopes et sarcophages luxueux. Il sera mis en valeur au Musée égyptien du Caire grâce à la place libérée par le départ du trésor de Toutânkhamon vers le nouveau Grand Musée égyptien de Gizeh.